# Dino Baggio
Dino Baggio (ur. 24 lipca 1971 w Camposampiero) – włoski piłkarz występujący na pozycji defensywnego pomocnika, wicemistrz świata z 1994 roku.

## Kariera piłkarska
W swojej karierze klubowej Baggio występował w klubach: Torino Calcio (1989–1991), Inter Mediolan (1991–1992), Juventus F.C. (1992–1994), AC Parma (1994–2000), S.S. Lazio (2000–2003 oraz 2004–2005), Blackburn Rovers (2003–2004) i Ancona Calcio (2004). Po podpisaniu kontraktu z kontraktu z grającym w Serie B klubem US Triestina latem 2005 roku, unieważnił kontrakt z powodu personalnych konfliktów z trenerem Pietro Vierchowodem. Baggio zagrał dla klubu z Triestu tylko trzy razy. W swojej karierze trzy razy zdobywał Puchar UEFA, dwa razy z Parmą i raz z Juventusem. W 1998 roku został zraniony nożem w głowę przez kibica Wisły Kraków podczas meczu z Parmą w Krakowie, przez co Wisła została wykluczona z europejskich pucharów.
Baggio rozegrał 60 meczów i zdobył 7 bramek dla reprezentacji Włoch, której kluczowym graczem był m.in. od na Mistrzostwach Świata 1994. Na tym turnieju współpracował z Roberto Baggio (nie są spokrewnieni) i doprowadził drużynę do finału, gdzie przegrali oni z Brazylią. Na turnieju zdobył dwa gole, w tym zwycięskiego gola w meczu pierwszej rundy przeciwko Norwegii. Baggio zaliczył występy również na Euro 1996 oraz Mistrzostwach Świata 1998.

## Odniesienia w kulturze masowej
W 1999 r. Marek Piwowski napisał scenariusz i wyreżyserował telewizyjną sztukę Nóż w głowie Dino Baggio inspirowaną wydarzeniem na stadionie Wisły Kraków, gdzie podczas meczu Dino Baggio został zraniony nożem rzuconym z trybuny. Trwająca 39 min. satyryczna sztuka pokazuje środowisko ludzi związanych z polską piłką.